# Estación de Santa Elena
Santa Elena es una estación de ferrocarril situada en el municipio español de Santa Elena, en la provincia de Jaén. En la actualidad la estación no dispone de servicios de viajeros, aunque sus instalaciones pueden ser utilizadas como apartadero para efectuar cruces entre trenes de viajeros y de mercancías.

## Situación ferroviaria
La estación se encuentra situada en el punto kilométrico 279,3 de la línea férrea de ancho ibérico Alcázar de San Juan-Cádiz. Se halla entre las estaciones de Las Correderas y Calancha, ambas también sin servicio de viajeros.

## Historia
La estación fue abierta al tráfico el 8 de julio de 1866 con la puesta en marcha del tramo Venta de Cárdenas-Vilches de la línea que pretendía unir Manzanares con Córdoba. La obtención de la concesión de dicha línea por parte de la compañía MZA fue de gran importancia para ella, dado que permitía su expansión hacia el sur tras lograr enlazar con Madrid los otros dos destinos que hacían honor a su nombre (Zaragoza y Alicante). Las instalaciones se encontraban muy alejadas de la población homónima.
En 1941, tras la nacionalización de los ferrocarriles de ancho ibérico, las instalaciones pasaron a formar parte de la recién creada RENFE. Con el paso de los años en torno a la estación se fue formando un núcleo poblacional, dependiente del municipio de Santa Elena, que para 1950 tenía un censo de 81 habitantes. Desde enero de 2005 Renfe Operadora explota la línea mientras que Adif es la titular de las instalaciones ferroviarias.

## La estación
El edificio de estación, que se hallaba en estado de ruina, fue derribado en 2016. Era un edificio de una sola planta, que llegó a tener sala de espera y cantina. Se dejó en su lugar una caseta para control del tráfico ferroviario.